# Threlkeldia proceriflora
Threlkeldia proceriflora är en amarantväxtart som beskrevs av Ferdinand von Mueller. Threlkeldia proceriflora ingår i släktet Threlkeldia och familjen amarantväxter. Inga underarter finns listade i Catalogue of Life.